# Въльо Николов
Въльо Николов е български учен, професор в областта на „Двигатели с вътрешно горене“, заместник-директор на филиала на Технически университет – София в град Пловдив.

## Биография
Въльо Николов Николов е роден на 11 декември 1961 г. в град Първомай. Завършва средното си образование през 1980 г. в Техникума по механотехника в град Пловдив. След това следва във Висшия машинно-електротехнически институт (или ВМЕИ) – София, специалност „Двигатели с вътрешно горене“, която завършва през 1987 г. Кариерата си започва в Технологичния институт към Комбината за мотокари „Рекорд“ в Пловдив, където работи като конструктор.
През есента на 1987 г. започва работа като асистент към Научно-учебния център „Механика“ на ВМЕИ-София, филиал Пловдив. През 1990 г. е избран за старши асистент, а от 1995 г. е главен асистент в катедра „Мобилна военна техника“ от Факултета за специална подготовка към филиала на Технически университет – София.
През 2001 г. защитава докторска дисертация на тема „Динамика на Стирлингов двигател от бета-тип с коляно-мотовилков механизъм“. През 2003 г. е избран за доцент в катедра „Транспортна и авиационна техника и технологии“ от Факултета по машиностроене и уредостроене на филиала в Пловдив. От 2004 г. до 2011 г. е декан на факултета. След това е заместник-директор на филиала. Oт 2015 г. е професор в професионалното направление „Транспорт, корабоплаване и авиация“. През есента на 2015 г. е избран за директор на филиала на Технически университет – София в Пловдив, а през 2019 г. е избран за втори мандат. През декември 2023 г. е избран за заместник-директор на филиала за настоящия мандат.
Има 107 научни труда, от които 84 са научни публикации в страната и чужбина, в областта на: бутални и газотурбинни двигателите с вътрешно горене; двигатели с външно внасяне на топлина, работещи по цикъла на Стирлинг; динамика и трептения на машини, автомобили и кари; пневматични и хидравлични задвижващи системи. Съавтор е на два учебника, две ръководства за курсово проектиране и два патента за изобретение. Участвал и ръководил е над двадесет научноизследователски и внедрителски проекти.

## Награди
- Юбилеен медал „20 години ТУ-София, филиал Пловдив“ – 2006 г.
- Почетен знак на град Пловдив – 2007 г.
- Сребърен медал на ТУ-София – 2011 г.
- Златен медал на ТУ-София - 2016 г.